# تیم ملی کریکت بانوان غنا
تیم ملی کریکت بانوان غنا تیمی است که نماینده غنا در مسابقات بین‌المللی کریکت بانوان است.
غنا در اولین دوره مسابقات کریکت بانوان انجمن شمال غربی آفریقا (NWACC) حضور یافت که در سال ۲۰۱۵ در گامبیا برگزار شد. این تیم پس از سیرالئون و گامبیا و بالاتر از مالی، در جایگاه سوم قرار گرفت. غنا میزبان دومین دوره این مسابقات بود که در سال ۲۰۱۶ برگزار شد.
در ماه آوریل ۲۰۱۸، انجمن بین‌المللی کریکت (ICC) به تمام اعضای خود مجوز کامل مسابقات بین‌المللی توانتی۲۰ زنان (WT20I) را اعطا کرد؛ بنابراین، تمام مسابقات توانتی۲۰ که بین تیم بانوان غنا و سایر اعضا ICC پس از ۱ ژوئیه ۲۰۱۸ برگزار شده است در وضعیت کامل WT20I قرار دارند. غنا اولین مسابقات رسمی WT20I خود را در ماه مارس ۲۰۲۲ در طی مسابقات T20I بانوان دعوت‌نامه‌ای نیجریه ۲۰۲۲ انجام داد.